# Ватанабэ Тиаки
Ватанабэ Тиаки (яп. 渡辺 千秋, 17 июня 1843 — 27 августа 1921) — японский государственный деятель, министр императорского двора Японии (1910—1914), губернатор префектур Киото (1894—1895), Хоккайдо (1891—1892), Сига (1891) и Кагосима (1880—1890), член Палаты пэров Японии (1894—1909), тайный советник (1909—1914), граф (с 1911).

## Биография
Родился в деревне Хигасихори княжества Сува (ныне район города Окая) в семье буси низшего ранга Ватанабэ Масанори.
В 1869 году поступил на службу в администрацию префектуры Ина. В 1875 году стал советником правительства префектуры Тикума, а с 1876 года судья апелляционного суда префектуры Токио. В 1877 году во время Сацумского восстания назначен генеральным секретарём правительства префектуры Кагосима.
В 1880 году Ватанабэ стал губернатором префектуры Кагосима и предпринял усилия для стабилизации общественных настроений после Сацумского восстания, а также способствовал развитию промышленности. В 1890 году назначен асессором в административный суд. В мае 1891 года стал губернатором префектуры Сига, а в июне того же года назначен губернатором префектуры Хоккайдо.
В 1892 году становится заместителем министра внутренних дел. 29 января 1894 года стал членом Палаты пэров, а в октябре того же года назначен губернатором префектуры Киото. В 1895 году стал первым президентом организации Дай Ниппон Бутокукай. В 1900 году получил титул барона (дансяку), а в 1907 году получил титул виконта (сисяку). 22 июня 1909 года, после назначения тайным советником, подал в отставку с должности члена Палаты пэров. В 1911 году удостоен титула графа (хакусяку). В 1913 году являлся председателем комитета по подготовке к интронизации императора Тайсё.

## Семья
Младший брат, Ватанабэ Кунитакэ, министр финансов Японии. Второй сын, Ватанабэ Тихару (1872—?), работник Банка Японии, женат на Ояме Рюко, дочери Оямы Ивао. Третий сын, Ватанабэ Тифую, был усыновлён Ватанабэ Кунитакэ, предприниматель и министр юстиции Японии. Внуки: Ватанабэ Акира, Ватанабэ Такэси и Ватанабэ Сатоси. Правнуки: Ватанабэ Макото и Ноёри Рёдзи.

## Награды
- Орден Восходящего солнца 6 класса (7 апреля 1885)
- Орден Священного сокровища 5 класса (19 июня 1889)
- Орден Священного сокровища 4 класса (30 июня 1890)
- Орден Священного сокровища 3 класса (29 июня 1892)
- Орден Восходящего солнца 3 класса (31 октября 1895)
- Орден Священного сокровища 2 класса (30 июня 1900)
- Орден Священного сокровища 1 класса (30 июня 1902)
- Орден Восходящего солнца 1 класса (28 июня 1904)

### Иностранные награды
- Орден Святого Станислава 1 степени (18 апреля 1899)
- Орден Двойного дракона 1 степени 3 класса (7 мая 1903)